# 堺市上下水道局
堺市上下水道局（さかいしじょうげすいどうきょく）は、大阪府堺市の水道事業（上水道の給水）及び下水道事業を管理運営する地方公営企業である。
ただし、堺市の飛地で高石市を経由せざるをえない西区築港浜寺西町は高石市の管轄となっている他、和泉市室堂町と伏屋町の一部にも配水している。

## 概要・沿革
2004年4月にそれまでの堺市水道局と堺市建設局下水道部が統合して発足。2005年2月に堺市が南河内郡美原町と合併したことに伴い、同町の上下水道組織を合併し、現在の所管区域となった。

### 年表
- 1989年 - 南向陽調整池供用開始（9,900立方メートル）
- 1994年8月 - 渇水により琵琶湖水位が過去最低のマイナス123cmを記録。第3次取水制限が実施される。
- 1995年1月 - 阪神・淡路大震災が起きる。震災に伴う西宮市への運搬給水支援、復旧作業支援を行う。
- 1997年4月 - 家原寺配水場内に配水管理センターが完成。三宝下水処理場拡張工事竣工。
- 2003年1月 - 水道局新庁舎（三国ヶ丘）がオープン。
- 2004年4月 - 堺市上下水道局発足。
- 2005年2月 - 南河内郡美原町を編入合併。
- 2006年4月 - 堺市が政令指定都市に移行。
- 2007年2月 - 桃山台配水場に小型水力発電を設置、使用開始。
- 2007年11月 - 小平尾浄水場を廃止。
- 2009年3月 - 局庁舎敷地内に耐震性貯水槽(容量100m3)設置。
- 2012年7月 - 南区若松台でφ800の水道管が漏水。約3万3千世帯で断水・赤水が発生。[2]

## 組織
上下水道事業管理者を代表者とし、経営企画室、サービス推進部、水道部、下水道部で構成される。
経営企画室
経営企画担当、事業マネジメント担当、危機管理・広報担当
サービス推進部
事業サポート課、事業サービス課、給排水設備課
水道部
水道建設管理課、水運用管理課、水道サービスセンター
下水道部
下水道事業調整課、下水道管路課、下水道建設課、下水道サービスセンター、下水道施設課、三宝水再生センター、下水道水質管理課

## 保有施設

### 局庁舎
2003年(平成15年)1月、水道局時代に新金岡、浅香山、向陵に点在していた部署を百舌鳥梅北町の現庁舎に統合した。阪神・淡路大震災の教訓から、地震時の拠点になることを想定した地上5階、地下1階の構造である。当時は上水道部署だけであり、各フロアとも非常に余裕のある状態であった。
しかし、わずか1年余りで建設局下水道部と統合し、上下水道局に移行したため、各階とも一気に職員が増加し、余裕スペースが激減した。
| 浄配水場       | 配水池容量 | H.W.L   | L.W.L   | 備考                         |
| -------------- | ---------- | ------- | ------- | ---------------------------- |
| 浅香山浄水場   | 24,000m3   | 43.80m  | 10.70m  | うち15,000m3は地下           |
| 家原寺配水場   | 29,000m3   | 34.80m  | 31.00m  |                              |
| 陶器配水場     | 28,000m3   | 65.30m  | 61.50m  |                              |
| 岩室配水場     | 10,500m3   | 115.00m | 111.00m |                              |
| 桃山台配水場   | 62,000m3   | 60.67m  | 56.67m  | 市内最大・小水力発電施設有り |
| 御池台配水池   | 6,400m3    | 126.30m | 113.80m |                              |
| 岩室高地配水池 | 2,500m3    | 142.30m | 137.30m | 高池                         |
| 岩室高地配水池 | 600m3      | 155.30m | 150.30m | 超高池                       |
| 晴美台配水場   | 15,000m3   | 113.00m | 109.00m | 15池                         |
| 晴美台配水場   | 35,000m3   | 105.00m | 100.00m | 35池                         |
| 小平尾配水場   | 5,000m3    | 49.01m  | 44.51m  |                              |
| さつき野配水池 | 3,610m3    | 87.50m  | 79.50m  |                              |
| 菅生配水池     | 6,050m3    | 89.90m  | 79.50m  | 高池                         |
| 菅生配水池     | 6,050m3    | 87.50m  | 81.20m  | 低池,P.U.118.0m              |

| 処理場         | 処理能力（現況） | 処理方法                     |
| -------------- | ---------------- | ---------------------------- |
| 三宝下水処理場 | 80,000m3/日      | 標準活性汚泥法               |
| 三宝下水処理場 | 43,150m3/日      | ステップ流入式多段硝化脱窒法 |
| 石津下水処理場 | 76,400m3/日      | 標準活性汚泥法               |
| 泉北下水処理場 | 71,500m3/日      | 標準活性汚泥法               |
| 泉北下水処理場 | 37,200m3/日      | 嫌気無酸素好気法             |

### 過去の保有施設
- 天王貯水池

### 配水管
平成26年度の配水管延長は2,332.1kmであり、大阪府下では、大阪市の5,132.6kmに次いで2位で、3位の枚方市の1,090.5kmを2倍以上引き離している。
配水管容量/1日最大給水量は251Lと府下平均（大阪市を除く）の213Lを上回っている。人口密度が大きく、山間部がほぼない自治体程効率良く、この数値が低くなる傾向があることを踏まえれば、人口密度が5,600人/km2を超える本市は管口径が太い傾向にあると思われる。

### 給水管
大阪府の水道の現況（平成26年度）に口径別給水契約栓数が掲載されている9市町のうちの1市である。栓数369,705件は掲載されている852,565件の約43％にあたる。
1戸あたりの口径別年間有収水量は25mmが149m3（他の8市町平均379m3）、30mmが797m3（同1,469m3）、40mmが1,788m3（同1,915m3）と他の8市町平均を下回る。配水管同様、こちらも管口径が太い傾向が顕著である。ただし、50mm以上では他市町平均とほぼ変わらない。

## 給水量
泉北ニュータウン地区の給水が大阪府から移管された1985年（昭和60年）度以降、2009年（平成21年）度まで一貫して年間1億m3を超えていた。特に1992年（平成4年）度は113,019千m3で年度最大を記録。日最大給水量もこの年に記録した371,140m3である。しかし、その後は微減傾向が続き、2003年（平成15年）度に101,592千m3を記録後、美原町との合併で少し持ち直したが、再び減少に転じている。2011年（平成23年）度には98,739千m3と、1億m3を割り込んだ。2014年（平成26年）度は95,905千m3と泉北ニュータウン移管後最少。
大阪市以外の府内42市町村に水を供給している大阪広域水道企業団から最大の給水を受けており、その量は全体の6分の1を超える。

## 財政

### 上水道
上水道事業について、下水道部と統合する前の平成14年度以来、12年連続で300百万円以上の黒字を計上した。とりわけ平成15、19年度は固定資産売却益が大きく、それぞれ2,237百万円、2,188百万円の黒字であった。この好調な経営状況を受け、平成21年8月には平均約3.9%の水道料金引き下げを行った。ただ、この引き下げは直後の9月27日に行われた堺市長選挙の政治的影響があったとの見方もある。ちなみに同選挙は当時現職の木原敬介が敗れた。しかし、26年度は退職給付引当金の計上義務化が導入されたため284百万円の赤字を計上した。
平成28年度から平成37年度（令和7年度）まで黒字を見込んでいる。
企業債（いわゆる借金）残高も平成16年度の33,682百万円からほぼ一貫して減少している。26年度は27,057百万円と平成元年（1989年）以来の低水準。
ただし、令和7年度には企業債が389億円まで膨らむ見込みである。

### 下水道
堺市のみならず多くの下水道事業体に見られるが、経営状況は非常に厳しい。
堺市上下水道事業年報によると企業債と借入資本金の合計金額は平成26年度で268,226百万円であり、6年連続で前年に比べて減少したものの、上水道事業の10倍近くとなっている。25年度の下水道使用料収入が15,315百万円と過去最高を記録したとはいえ、翌26年度は前年比2.3％減の14,969百万円と、使用料収入の18年分近い借金があり、経営状況は厳しい。
主たる原因として、減価償却費と支払利息及び企業債取扱諸費が挙げられる。これらは毎年義務的に消化される額であるが、この2つの合計額は平成26年度で19,110百万円と使用料収入を大きく上回っており、今後も厳しい状況が予想される。

## 労働組合
局内で構成されている労働組合は堺市水道労働組合と堺市下水道労働組合の2つがあり、これらはともに自治労連系の堺市職員労働組合の構成組織である。非管理職の大半がこのどちらかの組合員であるが、事務職員を中心に漸減傾向にある。また、自治労堺市職員労働組合の組合員も少数いるが、旧美原町職員組合からの在籍者であり、局内単独の組織化はされていない。

## マスコットキャラクター

### すいちゃん
水の妖精の子供で、男の子。水道フェスティバル、水道出前講座、堺市通水百周年記念植樹祭等に登場している。
ゆるキャラグランプリ2012に出場し、得票順位は203位、大阪の11位だった。
なお、堺市内には消防局のタッシー、堺区のサカエルといったマスコットキャラクターも存在する。
- 誕生日: 平成18年11月11日
- 身長: 2m
- 体重: ないしょ
- 血液型: H2O型

## 所在地・交通
所在地：堺市北区百舌鳥梅北町1丁39番2号
- JR阪和線・南海高野線 三国ヶ丘駅 南へ約300m。

## 関連事項
- 堺市役所
- 浅香山浄水場